# Sirak tartomány
Sirak (örményül:Շիրակ) Örményország északnyugati részén fekvő tartomány (marz), székhelye Gjumri. Nyugatról Törökország Ardahan tartománya, északról Grúzia Szamche-Dzsavaheti közigazgatási régiójával határos, keletről Lori, délről valamint délkeletről Aragacotn határolja.

## Települései
Sirak tartományban 119 község (hamajnkner) található, melyből 3 város.

### Városok
- Gjumri 168 918 fő
- Artik 14 949 fő
- Maralik 5386 fő

## Galéria

Sirak
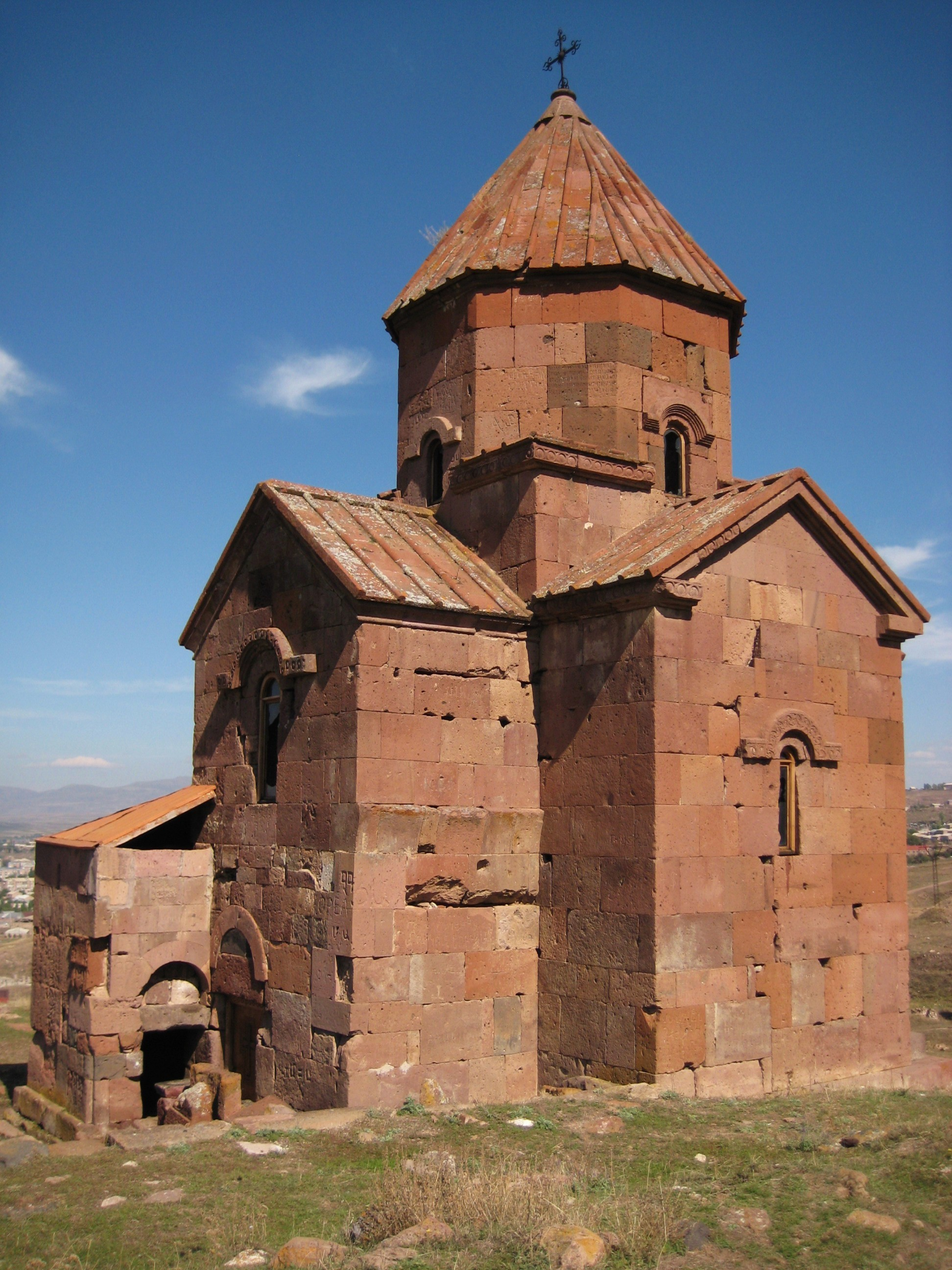
Lmbatavank Artik közelében, 7. század
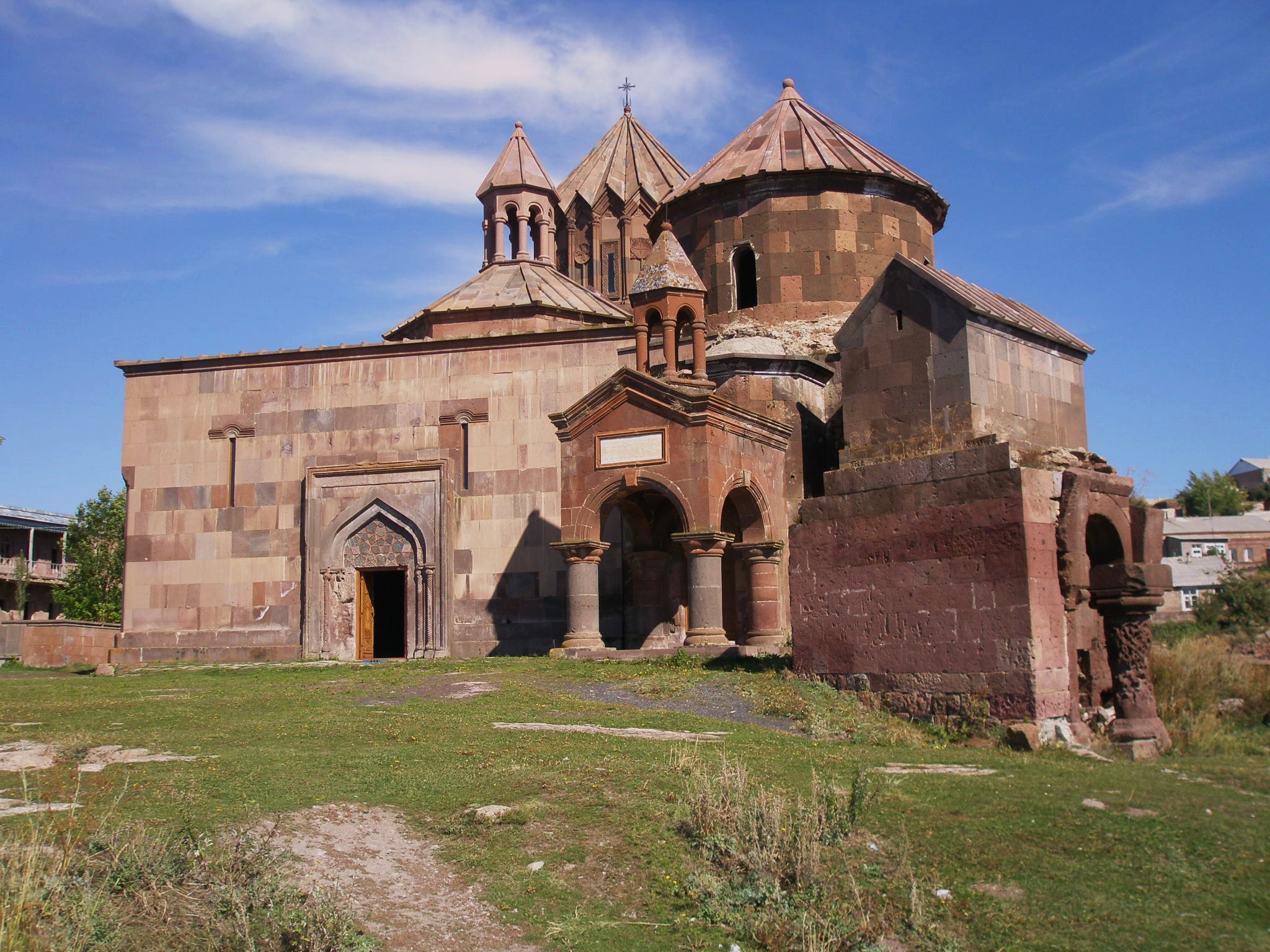
Harichavank kolostor, 8. század
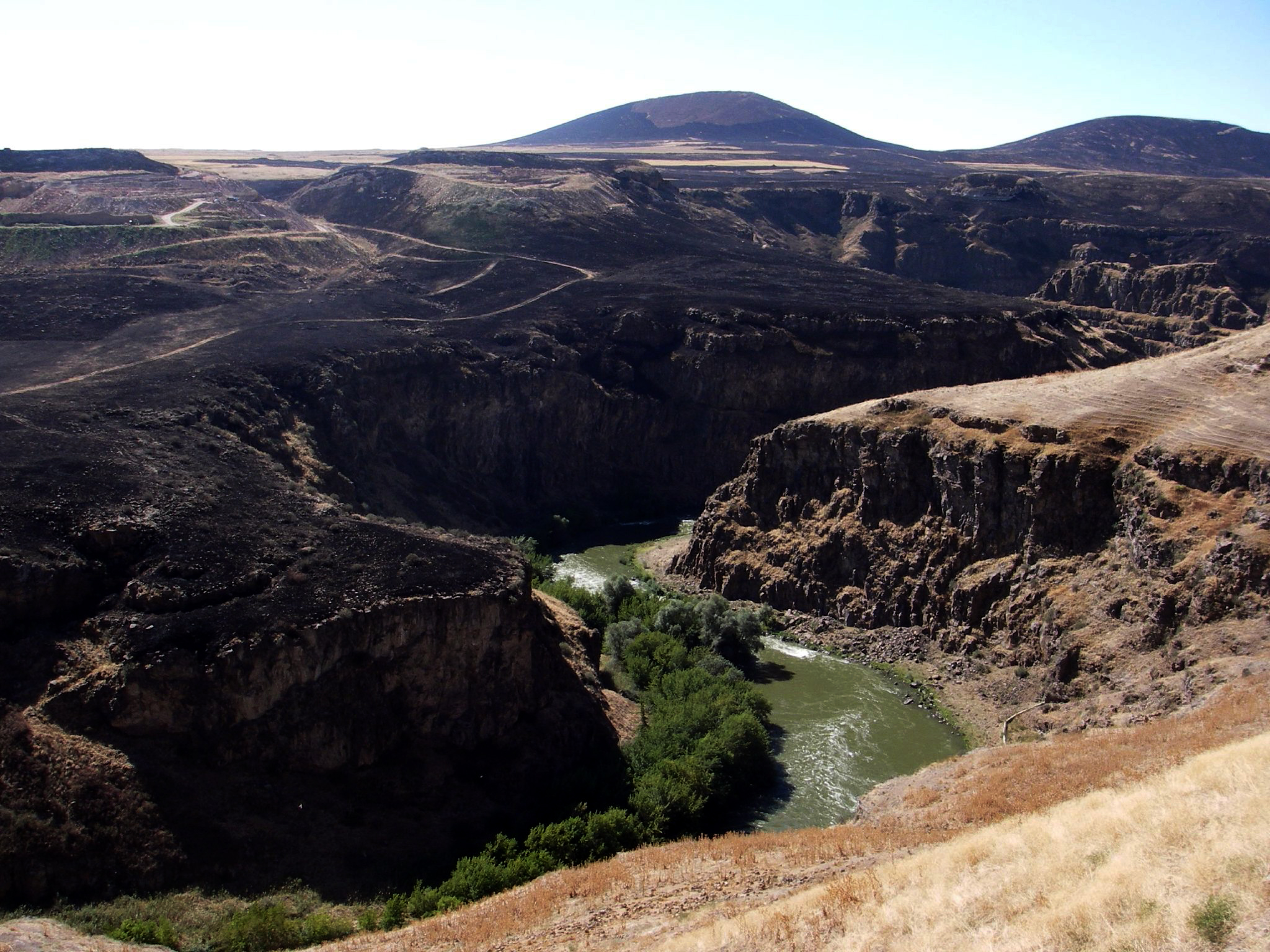
Akhuriai folyó
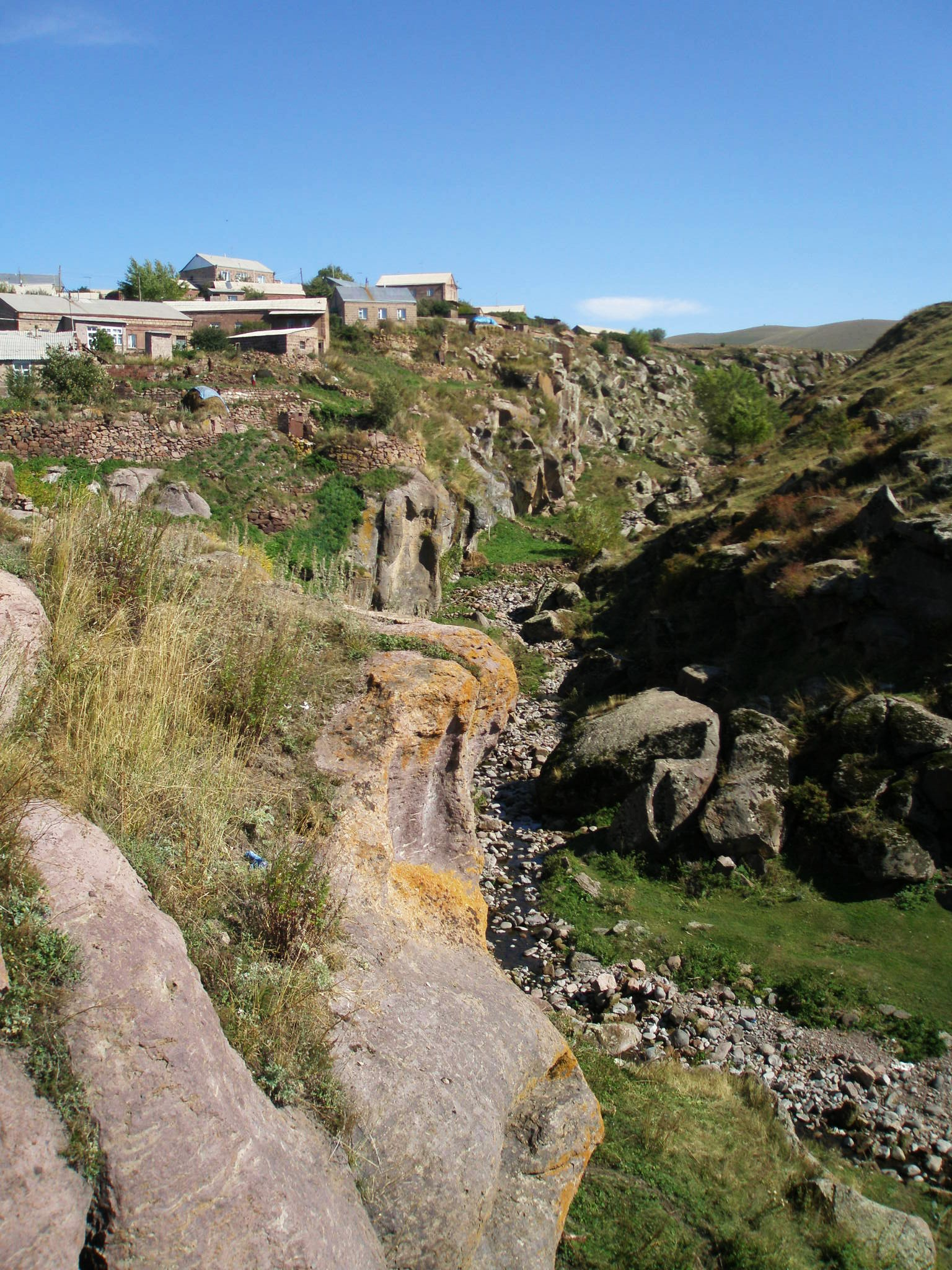
Harich falu látképe.

1. ↑  Armenia: Administrative Division. Citypopulation.de